# Zeche Buntebank
Die Zeche Buntebank ist ein ehemaliges Steinkohlenbergwerk in Hombruch. Das Bergwerk war auch unter den Namen Zeche Bundebanck oder Zeche Buntebanck im Hombruck bekannt.

## Geschichte
Am 20. Dezember 1734 erfolgte die Belehnung von Johann Wilhelm Franzen und Mitgewerken. Es wurde ein Längenfeld verliehen. Zum Zeitpunkt der Belehnung war bereits eine Akeldruft angelegt worden. Über die Akeldruft wurden anschließend die noch anstehenden Kohlen abgebaut. Nachdem die Kohlenbank ausgekohlt worden war, schieden die Mitgewerken von Johann Wilhelm Franzen aus der Gewerkschaft aus. Somit musste sich Franzen neue Mitgewerke suchen. Zusammen mit seinem neuen Mitgewerken wollte Johann Wilhelm Franzen die tiefer liegenden Kohlen abbauen. Anschließend wurde ein neuer Stollen aufgefahren. Ab 1739 bis 1771 war das Bergwerk in Betrieb. Danach erfolgte vermutlich eine Stillstandsphase von mehreren Jahren. Im Jahr 1771 waren als Gewerken der Richter Franzen, Enkelsohn von Johann Wilhelm Franzen, und Gerhard Henrich Dieckerhoff in den Unterlagen vermerkt.
Der Betrieb wurde im Jahr 1784 nachweislich wieder aufgenommen. In den Jahren 1787 und 1788 wurden im Hombrucher Gehölz mehrere Schächte geteuft. Ab 1796 erfolgte der Abbau am Schacht 7. Im Jahr 1800 war der Schacht Wilhelm in Betrieb und fünf Jahre später waren im Jahr 1805 die Schächte Weber und Rudolph in Betrieb. 1810 waren der Schacht Rudolph und ein nicht namentlich genannter Luftschacht in Betrieb. Im Jahr 1815 war der Schacht Henderich in Betrieb und weitere fünf Jahre später waren die Schächte Gottfried, Wilhelm und Hoffnung in Betrieb. Im Jahr 1825 waren die Schächte Wessel und Henderich und im Jahr 1830 war nur noch der Schacht Henderich in Betrieb. Nach 1830 bis 1835 wurde auf dem Bergwerk sehr oft in Fristen gearbeitet. Im Dezember des Jahres 1837 erneute Wiederinbetriebnahme. Im Oktober 1845 wurde das Bergwerk stillgelegt und im Jahr 1855 wurde die Berechtsame der Zeche Louise Tiefbau zugeschlagen.

## Förderung und Belegschaft
Über die Belegschaftszahlen des Bergwerks ist nichts bekannt. Die ersten Förderzahlen sind aus dem Jahr 1830 bekannt, es wurden 2.300 preußische Tonnen Steinkohle gefördert. Im Jahr 1837 sank die Förderung auf 285 preußische Tonnen. Zwei Jahre später stieg die Förderung auf 9.939 5/8 preußische Tonnen. Die höchste Förderung wurde im Jahr 1842 erbracht, es wurden 12.713 preußische Tonnen Steinkohle gefördert. Weitere Förderzahlen des Bergwerks sind nicht bekannt.